# NGC 6365A
NGC 6365A (другие обозначения — UGC 10832, MCG 10-25-19, ZWG 300.20, KCPG 511A, ARP 30, VV 232, PGC 60174) — спиральная галактика с перемычкой (SBc) в созвездии Дракон.
Этот объект не входит в число перечисленных в оригинальной редакции «Нового общего каталога» и был добавлен позднее.